# Kottasberge
Kottasberge är ett berg i Antarktis. Det ligger i Östantarktis. Norge gör anspråk på området. Toppen på Kottasberge är 1 657 meter över havet.
Terrängen runt Kottasberge är varierad. Trakten är obefolkad. Det finns inga samhällen i närheten. 